# Joseph von Blumenthal
Joseph von Blumenthal, född 1 november 1782 i Bryssel, död 9 maj 1850 i Wien, var en österrikisk violinist.
Blumenthal följde med sin lärare, abbé Georg Joseph Vogler, till Wien, blev orkesterviolinist och senare kördirigent. Han var en framstående violinist och skrev diverse kompositioner, varibland i synnerhet hans violinsaker har blev mycket begagnade.